# Alberto Lionello
Alberto Lionello (Milano, 12 luglio 1930 – Fregene, 14 luglio 1994) è stato un attore, doppiatore e conduttore televisivo italiano.

## Biografia

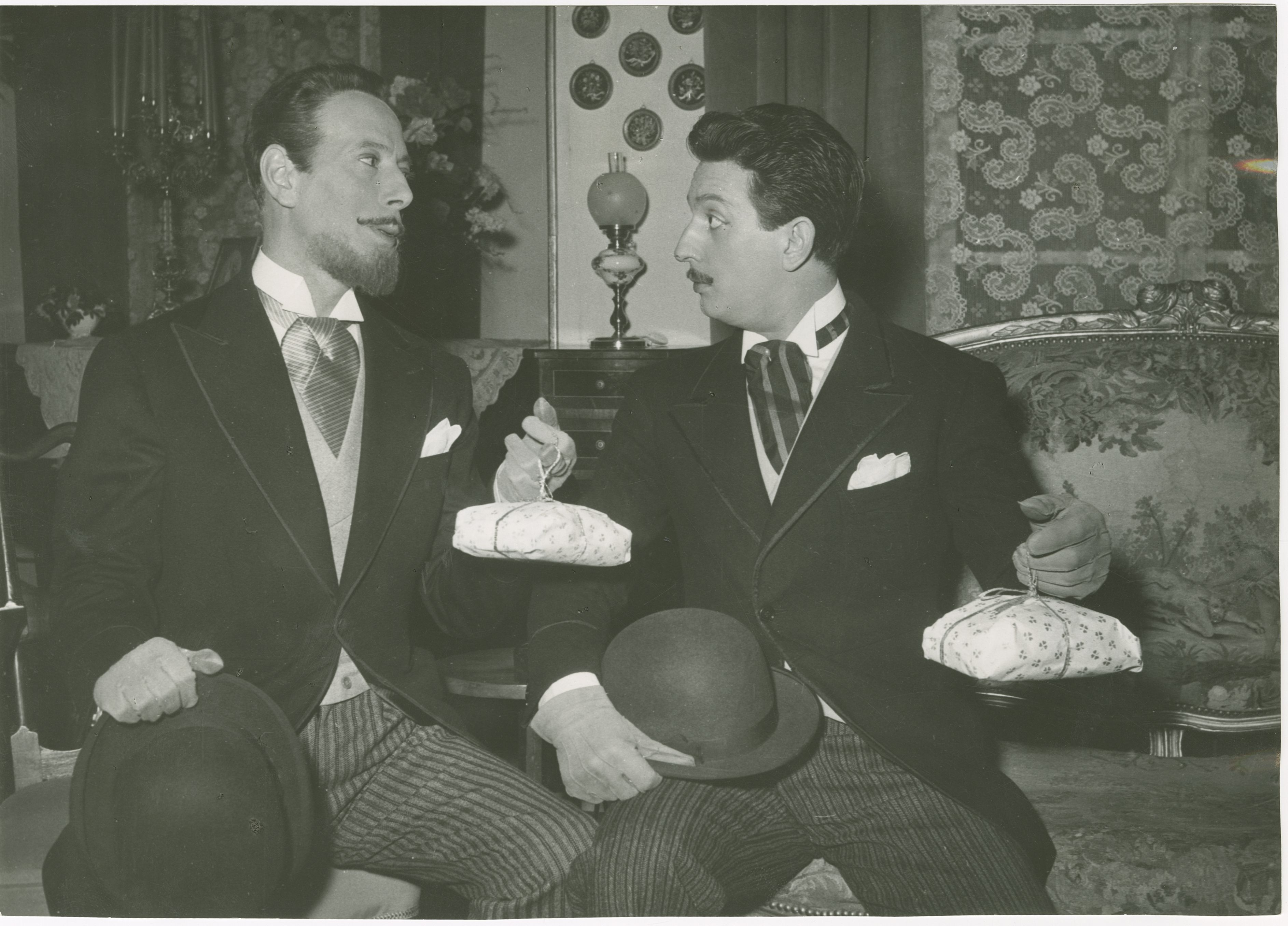
Alberto Lionello (a destra) con Ernesto Calindri nella commedia teatrale Ricordati amor mio, Milano, 1957. Archivio storico del Touring Club Italiano.

Alberro Lionello nacque nel centro di Milano, dalle parti dell'attuale piazza San Babila, il 12 luglio 1930 da genitori veneti, Luigi Lionello, di professione sarto, e Giuditta Bruneri. A soli diciotto anni entrò all'Accademia dei Filodrammatici del capoluogo lombardo, diplomandosi a pieni voti ed esordendo soltanto un anno dopo (1949) con la compagnia di Nino Besozzi, che mesi dopo abbandonò per quella di Antonio Gandusio. Nel 1951 ebbe un notevole successo personale con La pulce nell'orecchio di Georges Feydeau, lavorando poi in successione con Elsa Merlini, Ivo Garrani e Wanda Osiris. Nel 1957, dopo una parentesi nella compagnia Calindri-Volonghi-Corti, ne fondò una propria assieme ad Ernesto Calindri e Tino Buazzelli, mentre nella stagione successiva lavorò con Andreina Pagnani e Lauretta Masiero.
Nel 1959 sposò la ballerina inglese Margaret Axon (ex-Bluebell), che morì nel 1962, tre settimane dopo la nascita del loro figlio Luca Timothy. Prese parte all'edizione del 1960 di Canzonissima, con Lauretta Masiero e Aroldo Tieri. In seguito alla popolarità televisiva, entrò a far parte del Teatro Stabile di Genova diretto da Ivo Chiesa. Tra le maggiori interpretazioni di quegli anni vanno annoverate: Uomo e superuomo di George Bernard Shaw, per la regia di Luigi Squarzina; Il diavolo e il buon Dio di Jean-Paul Sartre, per cui vinse il Premio San Genesio come miglior interprete maschile della stagione; I due gemelli veneziani di Carlo Goldoni, ancora con la regia di Squarzina, che portò con successo anche a New York; La coscienza di Zeno di Italo Svevo, nella riduzione teatrale di Tullio Kezich.

Alberto Lionello nel film: Mio Dio, come sono caduta in basso! (1974).

Nel 1964 sposò la bergamasca Gabriella Vanotti (1942-2023), dalla quale ebbe la figlia Gea, anch'ella attrice. Lavorò anche per la televisione in La coscienza di Zeno, del 1966, e in Puccini, del 1973. Per il cinema, interpretò il ruolo di Toni Gasperini in Signore & signori di Pietro Germi, del 1966, e il ruolo di Gilda in Sessomatto di Dino Risi, del 1973.
A capo di una propria compagnia dal 1973, alternò testi di impegno (Il piacere dell'onestà di Pirandello; Tramonto di Simoni; Il mercante di Venezia di Shakespeare) ad altri del repertorio "leggero" (L'anatra all'arancia di Sauvajon; Il nuovo testamento di Guitry; Divorziamo! di Sardou; ecc.).
In radio fu conduttore per un mese intero nel maggio 1971 di "Voi ed Io" lo storico programma d'intrattenimento radiofonico del mattino tutti i giorni dal lunedì al sabato dalle 9,15 alle 11,30 sul Programma Nazionale Radiorai.
Morì il 14 luglio 1994, due giorni dopo il suo 64º compleanno, per un tumore maligno nella sua casa di Fregene, con al suo fianco Erika Blanc, da quindici anni compagna nella vita e sulla scena, e la figlia Gea. Dopo l'esposizione della camera ardente al Teatro Eliseo di Roma, i funerali si svolsero nella Chiesa degli artisti a piazza del Popolo. Riposa nel cimitero comunale di Campagnano di Roma.

## Filmografia

### Cinema
- Il ventaglino, episodio di Questa è la vita, regia di Mario Soldati (1954)
- Ricordati di Napoli, regia di Pino Mercanti (1958)
- Mia nonna poliziotto, regia di Steno (1958)
- Chi si ferma è perduto, regia di Sergio Corbucci (1960)
- Mariti a congresso, regia di Luigi Filippo D'Amico (1961)
- Cacciatori di dote, regia di Mario Amendola (1961)
- Operazione Gold Ingot (En plein cirage), regia di Georges Lautner (1962)
- Amore e morte, episodio di Amore in 4 dimensioni, regia di Mino Guerrini (1964)
- I soldi, regia di Gianni Puccini e Giorgio Cavedon (1965)
- Una voglia da morire, regia di Duccio Tessari (1965)
- Signore & signori, regia di Pietro Germi (1966)
- Che notte, ragazzi!, regia di Giorgio Capitani (1966)
- Colpo di sole, regia di Mino Guerrini (1968)
- Togli le gambe dal parabrezza, regia di Massimo Franciosa (1969)
- Porcile, regia di Pier Paolo Pasolini (1969)
- Certo, certissimo, anzi... probabile, regia di Marcello Fondato (1969)
- Sessomatto, regia di Dino Risi (1973)
- La poliziotta, regia di Steno (1974)
- Mio Dio, come sono caduta in basso!, regia di Luigi Comencini (1974)
- L'età della pace, regia di Fabio Carpi (1974)
- Spogliamoci così senza pudor..., regia di Sergio Martino (1976)
- L'Italia s'è rotta, regia di Steno (1976)
- Bruciati da cocente passione, regia di Giorgio Capitani (1976)
- Al piacere di rivederla, regia di Marco Leto (1976)
- 40 gradi all'ombra del lenzuolo, regia di Sergio Martino (1976)
- La vergine, il toro e il capricorno, regia di Luciano Martino (1977)
- Gran bollito, regia di Mauro Bolognini (1977)
- Riavanti... Marsch!, regia di Luciano Salce (1979)
- Sogno di una notte d'estate, regia di Gabriele Salvatores (1983)

### Televisione
- Mi sono sposato di Guglielmo Zorzi, regia di Silverio Blasi, trasmessa il 21 giugno 1954.
- I giorni più felici della vita di John Dighton, regia di Tino Buazzelli, trasmessa il 21 aprile 1958.
- Valentina, regia di Vito Molinari, sceneggiato in 4 puntate, trasmesso dal 7 al 28 settembre 1958.
- Miss Mabel (1959 con Angela Cicorelli, Evi Maltagliati, Tino Carraro e Lucilla Morlacchi) regia di Sandro Bolchi
- Canzonissima, varietà Rai, regia di Mario Landi (1960-1961)
- Festival di Sanremo 1961, varietà Rai, (1961)
- Sulla strada maestra, sceneggiato Rai (1964)
- Oblomov, sceneggiato Rai, dal romanzo di Goncarov, regia di Claudio Fino (1966)
- La coscienza di Zeno, sceneggiato televisivo (1966)
- Knock ovvero Il trionfo della medicina di Jules Romains, regia di Vittorio Cottafavi, 13 gennaio 1967.
- Racconti italiani, serie, regia di Dino Buzzati, episodio La giacca stregata (1969)
- Il killer, regia di Dino Bartolo Partesano - miniserie TV (1969)
- Qualcuno bussa alla porta, sceneggiato televisivo, episodio La vedova, trasmesso il 15 gennaio 1971.
- Orfeo in Paradiso, sceneggiato, regia di Leandro Castellani (1971)
- Puccini, sceneggiato, regia di Sandro Bolchi (1973)
- Castigo, sceneggiato, regia di Anton Giulio Majano (1977)
- Sarto per signora, film TV, regia di Paolo Cavara (1980)
- George Sand, sceneggiato, regia di Giorgio Albertazzi (1981)
- L'anitra all'arancia di Marc-Gilbert Sauvajon, regia di Alberto Lionello e Olga Bevilacqua (1982)
- Il piacere dell'onestà, sceneggiato, regia di Lamberto Puggelli (1982)

## Teatro
- Sogno di una notte di mezza estate di William Shakespeare, regia di Alessandro Brissoni, Verona, Giardino Giusti, 5 luglio 1952.
- Tre topi grigi di Agatha Christie, diretto da Claudio Fino (1953)
- Made in Italy, rivista di Garinei e Giovannini (1953)
- La sensale di matrimoni di Thornton Wilder (1956)
- Come si dovrebbero amare le donne di Cesare Giulio Viola (1956)
- Il lieto fine di Luciano Salce - con la Compagnia Masiero-Volonghi-Lionello - musica di Ennio Morricone (1959)
- Mare e whisky di Guido Rocca, regia di Daniele D'Anza (1960)
- Ciascuno a suo modo di Luigi Pirandello, diretto da Luigi Squarzina (1961)
- Don Giovanni involontario di Vitaliano Brancati, diretto da Luigi Squarzina (1962)
- Il diavolo e il buon Dio di Jean-Paul Sartre, diretto da Luigi Squarzina (1962)
- I due gemelli veneziani di Carlo Goldoni, diretto da Luigi Squarzina (1963)
- La coscienza di Zeno di Italo Svevo, regia di Luigi Squarzina (1964)
- Joe Egg di Peter Nichols, diretto da Mario Missiroli (1969)
- Adriano VII di Peter Luke da Frederick Rolfe, regia di Giorgio Albertazzi (1971)
- Ciao Rudy, commedia musicale di Garinei e Giovannini (1972)
- L'anatra all'arancia di William Douglas-Home e Marc-Gilbert Sauvajon, regia di Alberto Lionello (1973)
- Il piacere dell'onestà di Luigi Pirandello, regia di Lamberto Puggelli (1978)
- Serata d'onore per un amico di Bernard Slade, regia di Alberto Lionello (1980)
- Il Nuovo Testamento di Sacha Guitry, regia d Lamberto Puggelli (1981)
- Tramonto di Renato Simoni, regia di Luigi Squarzina (1982)
- Monsieur Ornifle di Jean Anouilh, regia di Luigi Squarzina (1983)
- Divorziamo!! di Victorien Sardou, regia di Mario Ferrero (1984)
- Il giuoco delle parti di Luigi Pirandello, regia di Egisto Marcucci (1986)
- L'egoista di Carlo Bertolazzi, regia di Marco Sciaccaluga, Teatro di Genova, 15 ottobre 1987
- Il prigioniero della seconda strada di Neil Simon, regia di Marco Parodi (1988)
- Il mercante di Venezia di William Shakespeare, diretto da Luigi Squarzina (1990)
- Non si può mai sapere di André Roussin, regia di Marco Parodi (1990)
- Mogli, mariti, amanti di Sacha Guitry, diretto da Alberto Lionello (1992)

## Prosa radiofonica Rai
- La verità sospetta, commedia di Juan Ruiz de Alarcón, regia di Umberto Benedetto, trasmessa il 19 dicembre 1954.
- Il segretario di fiducia di T. S. Eliot, regia di Corrado Pavolini, trasmessa il 17 giugno 1955.
- Stefano, commedia di Jacques Deval, regia di Alessandro Brissoni, trasmessa il 15 ottobre 1956.
- Le donne oneste di Henry Becque, regia di Alessandro Brissoni (1957)
- Torna Maigret, di  George Simenon , regia di Umberto Ciappetti (1985).

## Doppiaggio
- Max von Sydow in Cadaveri eccellenti, Cuore di cane, Cristoforo Colombo
- Henry Fonda in La battaglia di Midway, Rollercoaster - Il grande brivido, La famiglia Smith
- Laurence Olivier in Il mercante di Venezia, Amore tra le rovine
- Maurice Chevalier in Amami stanotte (ridoppiaggio)
- Nicholas Colasanto in Complotto di famiglia
- Franco Fabrizi in Ginger e Fred
- Peter Finch in Quinto potere
- Alec Guinness in Invito a cena con delitto
- Dieter Kirchlechner in Passioni violente
- Patrick Magee in Barry Lyndon
- Peter Cushing ne L'occhio nel triangolo
- Fernando Rey in Il deserto dei Tartari e in Fatti di gente perbene
- Claude Rich in A cena col diavolo
- Riccardo Salvino in Forza "G"
- Oskar Werner in Colombo
- Nicol Williamson in Robin e Marian
- Presidente SIS in Le avventure di Bianca e Bernie
- Voce narrante in Bruciati da cocente passione

## Discografia parziale

### Singoli
- 1960 - Ciao Micia/Mi annoio (RCA Camden, CP 67, 7")
- 1960 - È vero/La donna che vale (RCA Camden, CP 68, 7")
- 1960 - La la la la/Se tu ritornerai (RCA Camden, CP 117, 7")